# Late Night with Jimmy Fallon

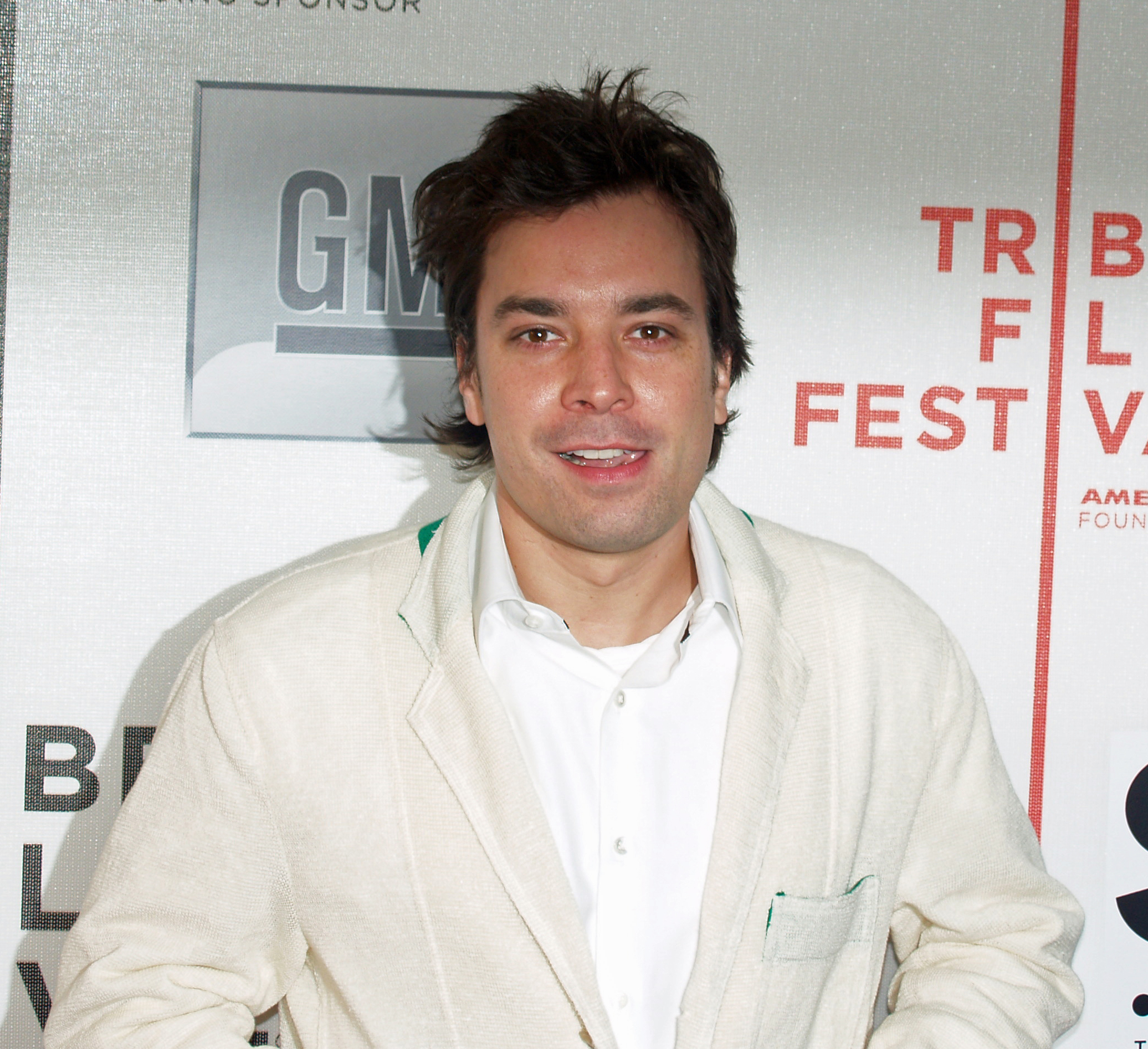
Jimmy Fallon under Tribeca Film Festival, april 2007.

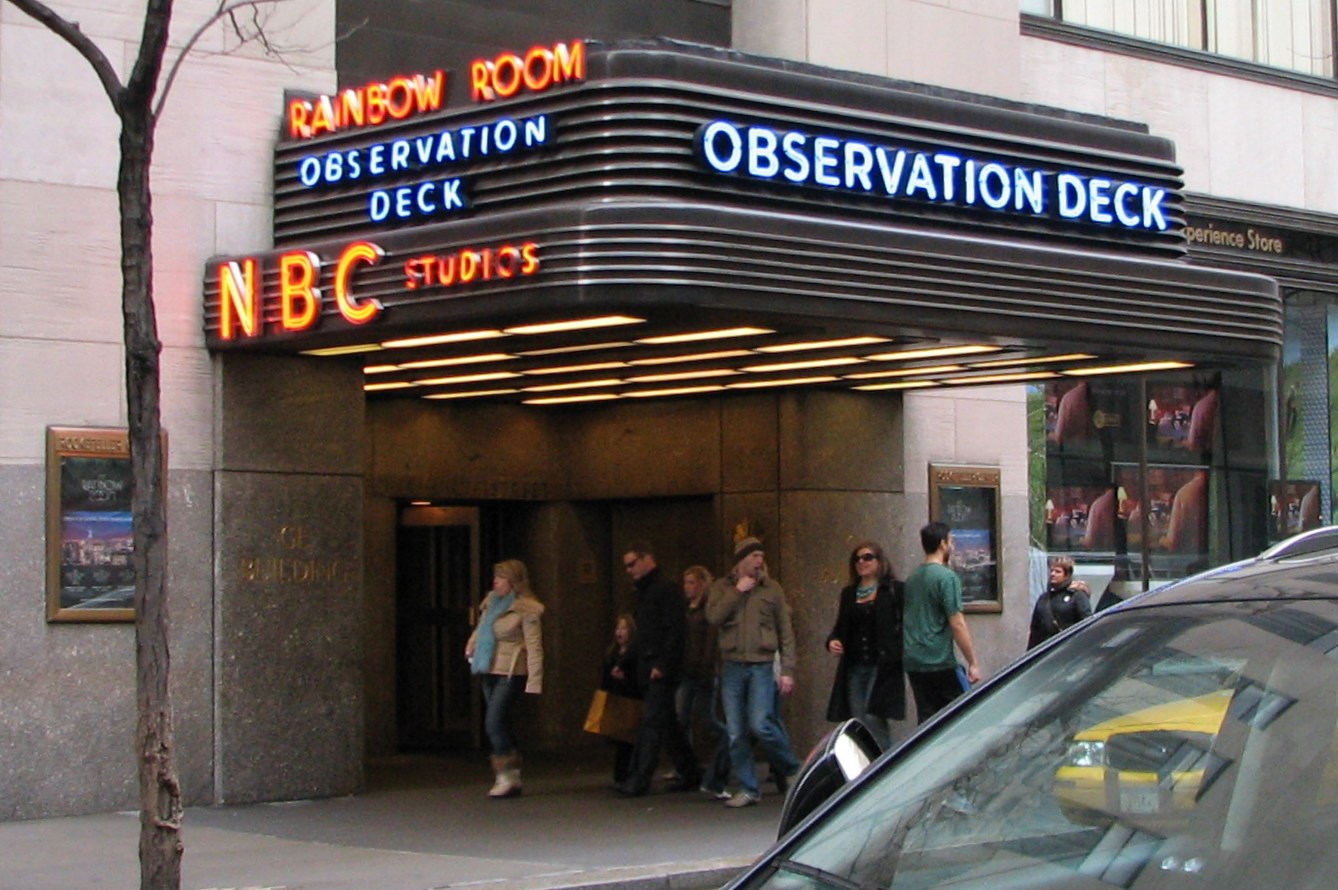
Entrén till NBC Studios där Late Night spelas in.

Late Night with Jimmy Fallon var en amerikansk late-night talkshow som leddes av Jimmy Fallon på TV-nätverket NBC. Showen hade premiär den 2 mars 2009 och är den tredje versionen av Late Night-programmet som startades under ledning av David Letterman och fortsatte med Conan O'Brien. Det sista avsnittet sändes 7 februari 2014, den 17 februari tog Fallon över The Tonight Show, efter Jay Leno. Fallon efterträddes av Seth Meyers (Late Night with Seth Meyers).
Programmet sändes dagligen kl 00:35 (östkusttid) i USA. Den tidigare programledaren Conan O'Brien lämnade programmet den 20 februari 2009 för att förbereda sig inför övertagandet av legendariska The Tonight Show som sänds en timme tidigare på kvällen.

## Produktion
Programmet spelas in i NBC Studio 6B som ligger i GE Building på legendariska adressen 30 Rockefeller Center på Manhattan i New York, vilket är samma studio som The Tonight Show Starring Johnny Carson använde. Studion har tidigare inte använts för Late Night-programmet. Sedan 1982 har studion använts för den lokala New York-stationen WNBC:s nyhetssändningar men dessa flyttade till en annan studio i huset under vintern 2008. Nyhetsprogrammet tog över studion när Carson flyttade sitt program till Burbank, Kalifornien 1972.
Programmet produceras av Lorne Michaels Broadway Video i samarbete med NBC:s Universal Media Studios.